# Загублені світи
Загублений світ (англ. Lost world) — піджанр фентезі або наукової фантастики, який передбачає відкриття невідомого світу поза часом чи місцем або обома разом. Він почався як піджанр пізньовікторіанської пригодницької романтики і залишається популярним у ХХІ столітті.
Жанр виник в епоху, коли були відкриті захоплюючі залишки загублених цивілізацій у всьому світі, такі як гробниці єгипетської «Долини царів», напівміфічна твердиня Трої, оповиті загадковістю піраміди цивілізації мая та зарослі джунглями міста та палаци імперії Ассирії. Таким чином, справжнім історіям археологічних знахідок імперських авантюристів вдалося захопити уяву публіки. У період з 1871 року і до Першої світової війни кількість опублікованих оповідань про загублені світи, розміщених на кожному континенті, різко зросла.
Жанр має подібну тематику до «міфічних королівств», таких як Атлантида та Ельдорадо .

## Історія
«Копальні царя Соломона» Г. Райдера Гаґґарда (1885) іноді вважають першою оповіддю про загублені світи. Роман Гаґґарда окреслив форму і вплинув на пізніші оповіді про загублені світи, зокрема на твори: «Людина, яка буде королем» Редьярда Кіплінга (1888), «Загублений світ» Артура Конан Дойла (1912), «Земля, забута часом» Едгара Райса Берроуза (1918), «Місячна заплава» А. Меррітта (1918) та «У горах божевілля» Г. Лавкрафта (1931).
Раніші твори, такі як: «Вріл: Сила майбутньої раси» Едварда Булвер-Літтона (1871) та «Ереон» Семюеля Батлера (1872), використовують подібний сюжет як засіб для соціальної сатири Д. Свіфта, а не для опису романтичних пригод. Були інші ранні приклади — «Подорожі та пригоди Жака Массе» Саймона Тіссо де Пато (1710), що включає доісторичну фауну і флору, і «Життя і пригоди Пітера Вілкінса» (1751) Роберта Палтока, уявне плавання 18 століття, натхненне Данієлем Дефо та Джонатаном Свіфтом, де чоловік на ім'я Пітер Вілкінс відкриває расу крилатих людей на ізольованому острові, оточеному високими скелями, як на вигаданому острові Каспак Едгара Барроуза. Теорія «Порожниста Земля» Джона Симмеса 1820 року також була названа першою спробою описати загублені світи, а романи «Подорож до центру Землі» (1864) та «Село у повітрі» (1901) Жуля Верна популяризували тему виживання осередків доісторичних видів. Ж.-А. Роні-старший опублікував роман «Дивовижна подорож Харетон Айронкасла» (1922), де експедиція в центральну частину Африки відкриває таємничу територію з екосистемою з іншого світу, з чужою флорою та фауною. В «Оповіді Артура Гордона Піма» Едгара Аллана По (1838) є певні елементи «загублених світів» в кінці оповіді.
«Загублений горизонт» Джеймса Гілтона (1933) користувався популярним успіхом у використанні жанру як зльоту для популярної філософії та соціальних коментарів. Він запровадив назву «Shangri-La», мем для ідеалізації загубленого світу як раю. Є ще подібні книги, де мешканці загубленого світу вважаються вищими за сторонніх, — «Земля під Англією» Джозефа О'Нілла (1935) та «Квест Джека Гардінга» Дугласа Вальдера Даффа (1939).
Бельгійський художник і журналіст Ерге також досліджує цю тему у своїх коміксах «Сім кришталевих куль» та «Храм Сонця» (1944-48). Тут головні герої стикаються з невідомим царством інків в Андах.

## Сучасні приклади
Сучасний американський романіст Майкл Крайтон посилається на цю традицію у своєму романі «Конго» (1980), який описує пошуки копалень царя Соломона, що, як вважається, знаходяться в загубленому африканському місті під назвою Зіндж. У 1990-ті роки Джеймс Герні опублікував серію ювенільних романів про загублений острів під назвою «Динотопія», на якому люди живуть поруч з живими динозаврами.
Загублений світ присутній в багатьох інших ЗМІ. У відеоіграх ця тема найбільш помітно присутня в Tomb Raider і його продовженнях, а також в франшизі Uncharted. У фільмах франшиза «Індіана Джонс» використовує подібні поняття. Також комікси використовують цю ідею, наприклад, «Дика земля» в коміксах «Marvel» та «Темісіра» в «DC Comics».

## Географічне розташування
Ранні твори про «загублені світи», як правило, створювалися про ті частини світу, які були ще мало вивчені європейцями. Улюбленими місцями були внутрішня частина Африки (багато з романів Г. Гаґґарда, серія романів про «Тарзана» Е. Барроуза), внутрішня Південна Америка («Загублений світ» А. Дойла, «Лик в безодні» А. Мерріта), а також Центральна Азія («Людина, що хотіла стати королем» Р. Кіплінга, «Повернення Айши» Г. Гаґґарда, «Металеве чудовисько» А. Мерріта, «Загублений горизонт» Д. Гілтона) та Австралія («Загублений дослідник» Д. Гогана та «Еврика» О. Голла (псевдонім новозеландського політика Гарольда Луска).
Пізніші твори про «загублені світи», описують вже Антарктиду, як притулок для доісторичних видів. Роман «Земля, забута часом» Едгара Барроуза (1918), та його продовження («Люди, забуті часом», 1918
та «З безодні часу», 1918) описують унікальну біологічну систему вигаданого острова Капрона (або Каспака) у Південному океані. В «Діані з загубленої землі» Едісона Маршалла (1935) кроманьйонці, неандертальці та мамонти виживають у «країні моху», захищеному теплому куточку південного континенту. Роман Денніса Вітлі «Людина, яка пропустив війну» (1945) також стосується теплої та прихованої території на континенті, де живуть люди, нащадки з Атлантиди. У «Піднятті Антарктос» Джеремі Робінсона (2007) з'являються динозаври та Нефіліми під час танення льодовикового покриття. Мат Джонсон в «Пим» (2011) описує гігантських білих гомінідів, які живуть у крижаних печерах. В «Горах на дні світу» Яна Камерона (1972) є реліктова популяція парантропів, які мешкають не зовсім в Антарктиді, а в південних чилійських Андах. У Крузо Ворбуртон (1954) Віктора Волласа Жерменса описується острів у далекій Південній Атлантиці з загубленою до пороховою імперією.
За словами Альєєна Беккера, відбулася логічна еволюція від піджанру «загубленого світу» до жанру «планетарної романтики»: «Коли вже не було недосліджених куточків нашої землі, роман про „загублений світ“ перетворився на космос».
Брайан Стейблфорд робить споріднені висновки про «загублені світи»: «Мотив поступово вийшов з ужитку завдяки зростанню географічних знань; загублені землі мають бути справді добре приховані або витіснені за межі якоїсь магічної чи мірної межі. Таке переміщення […] настільки перетворює їх значення, що їх краще вважати вторинними світами чи іншими світами».
Нижче наведено список класичних назв творів про «загублені світи», взяті з «Lost Worlds: The Ultimate Anthology» [Архівовано 19 лютого 2020 у Wayback Machine.]. Заголовки були обрані з «333: Бібліографії науково-фантастичного роману», контрольний список «Загублена раса» Джессіки Аманди Сальмонсон та наукова фантастика EF Bleiler — «Ранні роки».

### Загублені світи Африки
- Г. Гаґґард (1885). King Solomon's Mines / Копальні царя Соломона (англ) . с. 320.
- Г. Гаґґард (1887). Allan Quatermain / Аллан Катермайн (англ) .
- Г. Гаґґард (1887). She: A History of Adventure / Вона: Історія пригод (англ) . с. 317.
- Фредерік Каррутер Корнелл (1915). A Rip Van Winkle of the Kalahari / Ріп Ван Вінкл з Калахарі (англ) .
- Вільям Ле Кво (1896). The Great White Queen: A Tale of Treasure and Treason / Велика Біла Королева: Казка про скарби та зраду (англ) .
- Емма Орчі (1905). By the Gods Beloved (also known as The Gates of Kamt) / Улюблені Боги або «Ворота Камта» (англ) .
- Артур А. Нельсон. Wings of Danger / Крила небезпеки.

### Загублені світи Північної Америки
- Томас А. Янв'є (1890). The Aztec Treasure House / Будинок скарбів ацтеків (англ) . с. 490.
- Річард Г. Баррі (1920). Fruit of the Desert / Плоди пустелі (англ) . с. 245.
- Луїс Ламур (1987). The Haunted Mesa / Привиди столової гори (англ) . с. 357. ISBN 0-553-27022-2.

### Загублені світи Центральної Америки
- Вільям Вестал (1886). Phantom City: A Volcanic Romance / Примарне місто: Вулканічний роман (англ) . с. 288.
- Чарльз Самнер Зелі (1893). The Lost Canyon of the Toltecs / Загублений каньйон тольтеків (англ) . с. 275.
- А. Гаятт Веррілл (1929). The Bridge of Light / Міст світла (англ) . с. 144.

### Загублені світи Південної Америки
- Артур Дойл (1912). The Lost World / Загублений світ (англ) . с. 223.
- Джордж Гріффіт (1897). The Romance of Golden Star  / Романс Золотої зірки (англ) . с. 284.
- Гаррі Ф. Гейлі (1922). Immortal Athalia / Безсмертна Аталія (англ) . с. 310.
- Томас С. Стриблінґ (1922). The Web of the Sun / Павутина Сонця (англ) .

### Загублені світи Індії та Азії
- Редьярд Кіплінг (1888). The Man Who Would Be King / Людина, яка могла стати королем (англ) .
- Девіда Лоусона Джонстона (1888). The Mountain Kingdom: A Narrative of Adventure / Гірське королівство: пригоди (англ) . с. 322.
- Талбот Мунді (1924). Om: The Secret of Ahbor Valley / Ом: Секрет долини Агбор (англ) . с. 392.
- Джеймс Гілтон (1933). Lost Horizon / Загублений горизонт (англ) . с. 277.
- Гілберт Коллінз (1923). The Valley of Eyes Unseen / Долина очам невидима (англ) . с. 327.
- Луї Гомперц (1923). Harilek: A Romance of Modern Central Asia / Гарілек: Романс сучасної Центральної Азії (англ) .
- Евелін Ч. Вівіан (1923). Fields of Sleep / Поля сну (англ) . с. 288.
- Джон Тайн (1924). The Purple Sapphire / Фіолетовий сапфір (англ) . с. 325.
- Абрахам Мерріт (1920). The Metal Monste / Металевий монстр (англ) . Т. [8 частин]. с. 1280.

### Загублені світи Європи та Близького Сходу
- Джон Бучан (1899). No-Man's-Land / Нічийна земля (англ) .
- Персі Д. Бребнер (1907). The Knight of the Silver Sta / Лицар Срібної Зірки (англ) . с. 411.
- Вілліс Д. Емерсон (1908). The Smoky God / Димний Бог (англ) . с. 186.

### Загублені світи Австралії
- Джеймс Ф. Хоган (1890). The Lost Explorer / Загублений дослідник (англ) . с. 328.
- Ернест Фавенк (1896). Marooned on Australia / Покинутий в Австралії (англ) . с. 224.
- Овен Голл (1899). Eureka / Еврика (англ) . с. 299.

### Загублені світи на полюсах
- Джеймс Де Мілл (1888). A Strange Manuscript Found in a Copper Cylinder / Дивний рукопис, знайдений у мідному циліндрі (англ) . с. 291.
- Джон О. Грін (1893). The Ke Whonkus People / Люди Ке Вгонкус: Історія країни Північного полюса (англ) . с. 426.
- Франк Савіле (1899). Beyond The Great South Wall / За Великою Південною стіною (англ) . Т. [6 частин].
- Чарльз Б. Стілсон (1965). Polaris of the Snows / Поляріс снігів (англ) . с. 192.
- Вілліс Д. Емерсон (1908). The Smoky God / Димний Бог (англ) . с. 186.

### Порожниста Земля
- Едуард Б.-Літтон (1871). The Coming Race / Прийдешня раса (англ) . с. 292.
- Вільям Д. Шоу (1888). Under the Auroras: A Marvelous Tale of the Interior World / Під полярним сяйвом: Чудова казка про внутрішній світ (англ) . с. 376.
- Абрахам Мерріт (1919). The Moon Pool / Місячна заплава (англ) . с. 433.
- Абрахам Мерріт (1932). Dwellers in the Mirage / Мешканці міражу (англ) . с. 295.
- Лін Картер (1980). Zanthodon / Зантодон (англ) . с. 188.

### Трилогія «Каспак»
- Едгар Р. Берроуз (1918). The Land That Time Forgot / Земля, забута часом (англ) . с. 122.
- Едгар Р. Берроуз (1918). The People That Time Forgot / Люди, забуті часом (англ) . с. 124.
- Едгар Р. Берроуз (1918). Out of Time's Abyss / З безодні часу (англ) . с. 125.